# プロレスリングHEAT-UP
プロレスリングHEAT-UP（プロレスリング・ヒートアップ、英: Pro-Wrestling HEAT-UP）は、神奈川県川崎市を中心に活動しているプロレス団体。

## 概要
2012年12月17日、STYLE-Eを退団した田村和宏が中心となり新団体設立を発表。団体名の『HEAT-UP』は「選手、スタッフだけじゃなく、お客さんも熱くなるようなプロレスを見せたい」という思いから命名された。
「プロレスで社会貢献」を掲げ、積極的に慈善活動を行っている。後援会にもTAMURAの意向に賛同した国会議員が名を連ねている。2016年と2018と2021年に開催したとどろきアリーナ大会は、川崎市都市ブランド推進事業に認定された。

## 歴史
2012年
- 12月17日、STYLE-Eを退団した田村和宏と翔太が、新団体『プロレスリングHEAT-UP』設立を発表[4]。

2013年
- 1月31日、北沢タウンホールで旗揚げ戦を開催。
- 11月30日、翔太が退団[9]。

2014年
- 10月25日、山本裕次郎の入団を発表[10]。

2015年
- 3月22日、山本裕次郎が退団[11]。

2016年
- 1月25日、栗平にあるスポーツジム「タフフィットネス」に『HEAT-UP道場』を開設[12][13]。
- 3月19日、渡辺宏志が入団[14]。
- 10月31日、初のとどろきアリーナ大会を開催[15][16]。

2017年
- 1月25日、合同会社として法人登記[2]。
- 8月12日、初の後楽園ホール大会開催[17]。
- 12月12日、事業体制の強化により株式会社に組織変更[3]。

2018年
- 1月8日、『HEAT-UP道場』が稲田堤に移転[18]。
- 4月20日、ガッツ石島、マスクドミステリー、大谷譲二、室田渓人の入団およびHEAT-UPの別ブランド『プロレスリングGOING-UP』設立を発表[19]。
- 5月27日、北沢タウンホールでGOING-UPの旗揚げ戦を開催[20]。
- 6月29日、ポルトガルのCTW（Centro de Treinos de Wrestling）との業務提携締結を発表[21]。
- 10月31日、近藤"ド根性"洋史が引退[22][23]。

2019年
- 2月3日、ガッツ石島、マスクドミステリーの退団及び『プロレスリングGOING-UP』解散を発表[24]。
- 2月24日、BASEMENT MONSTAR大会を最後に『プロレスリングGOING-UP』が解散。

2020年
- 10月31日、大谷譲二、室田渓人が退団[25]。
- 12月7日、今井礼夢、SHINGOがデビュー[26]。
- 12月31日、飯塚優が退団[27]。

2021年
- 9月17日、とどろきアリーナでビッグマッチを行う。

2022年
- 5月2日、後楽園ホールにてビックマッチを行う。

## ブランド
プロレスリングGOING-UP
ガッツ石島の主催によるガッツワールドプロレスリングの後継興行。

## タイトルホルダー
| タイトル                      | 保持者                  | 歴代   |
| ----------------------------- | ----------------------- | ------ |
| HEAT-UPユニバーサル王座       | 秦野友貴                | 第14代 |
| HEAT-UPユニバーサルタッグ王座 | 大家慶次郎 趙雲”骨”子龍 | 第14代 |
| HEAT-UPオールラウンド王座     | ホワイト森山            | 初代   |

| タイトル                   | 覇者            | 年代   |
| -------------------------- | --------------- | ------ |
| パワフルタッグトーナメント | 清水佑 秦野友貴 | 2025年 |
| 灼熱王                     | 定アキラ        | 2025年 |

## 所属選手
| TAMURA☆GENE☆       | 2012年12月17日設立    |  |
| 今井礼夢           | 2020年12月7日デビュー |  |
| 秦野友貴           | 2022年4月2日デビュー  |  |
| ハジメ             | 2023年2月23日デビュー |  |
| 三輪マーロン翔太   | 2024年4月7日デビュー  |  |
| 助川蓮             | 2024年8月20日デビュー |  |
| 裕希斗             | 2024年11月1日選手契約 |  |
| ミヤーオ宮本       | 2025年4月5日デビュー  |  |
| プリンス・カワサキ | 2018年1月28日デビュー |  |
| イナダマン         | 2018年2月4日デビュー  |  |

## スタッフ

### レフェリー
- てっしー手島
- ミスター村杉

### リングアナウンサー
- wonderman
- 弥武芳郎（フリー）

## 歴代タイトル
- ナイスガイガウン王座

## 歴代所属選手
| 翔太               | 2012年12月17日入団     | 2013年11月30日退団 |
| 山本裕次郎         | 2014年10月25日入団     | 2015年3月22日退団  |
| 近藤"ド根性"洋史   | 2014年6月18日デビュー  | 2018年12月31日引退 |
| ガッツ石島         | 2018年4月20日入団      | 2019年2月3日退団   |
| マスクドミステリー | 2018年4月20日入団      | 2019年2月3日退団   |
| 大谷譲二           | 2018年4月20日入団      | 2020年10月31日退団 |
| 室田渓人           | 2018年4月20日入団      | 2020年10月31日退団 |
| 飯塚優             | 2016年7月21日デビュー  | 2020年12月31日退団 |
| 井土徹也           | 2016年10月31日デビュー | 2021年12月26日退団 |
| SHINGO             | 2020年12月7日デビュー  | 2023年8月16日退団  |
| 酒井博生           | 2022年2月3日デビュー   | 2023年8月19日退団  |
| 渡辺宏志           | 2016年3月19日入団      | 2024年7月18日退団  |
| 兼平大介           | 2014年11月2日デビュー  | 2024年12月31日退団 |
| 佐藤大地           | 2021年9月17日デビュー  | 2025年4月5日退団   |

## 後援会賛同者
- 中山展宏（自由民主党衆議院議員）
- 今井絵理子（自由民主党参議院議員、今井礼夢の母）
- SHOGO（ミュージシャン、今井礼夢の父）
- 古坂大魔王（お笑い芸人、音楽プロデューサー）
- ファンキー加藤（ミュージシャン）
- 大林素子（スポーツキャスター、日本バレーボール協会広報委員）